# Strój cieszyński

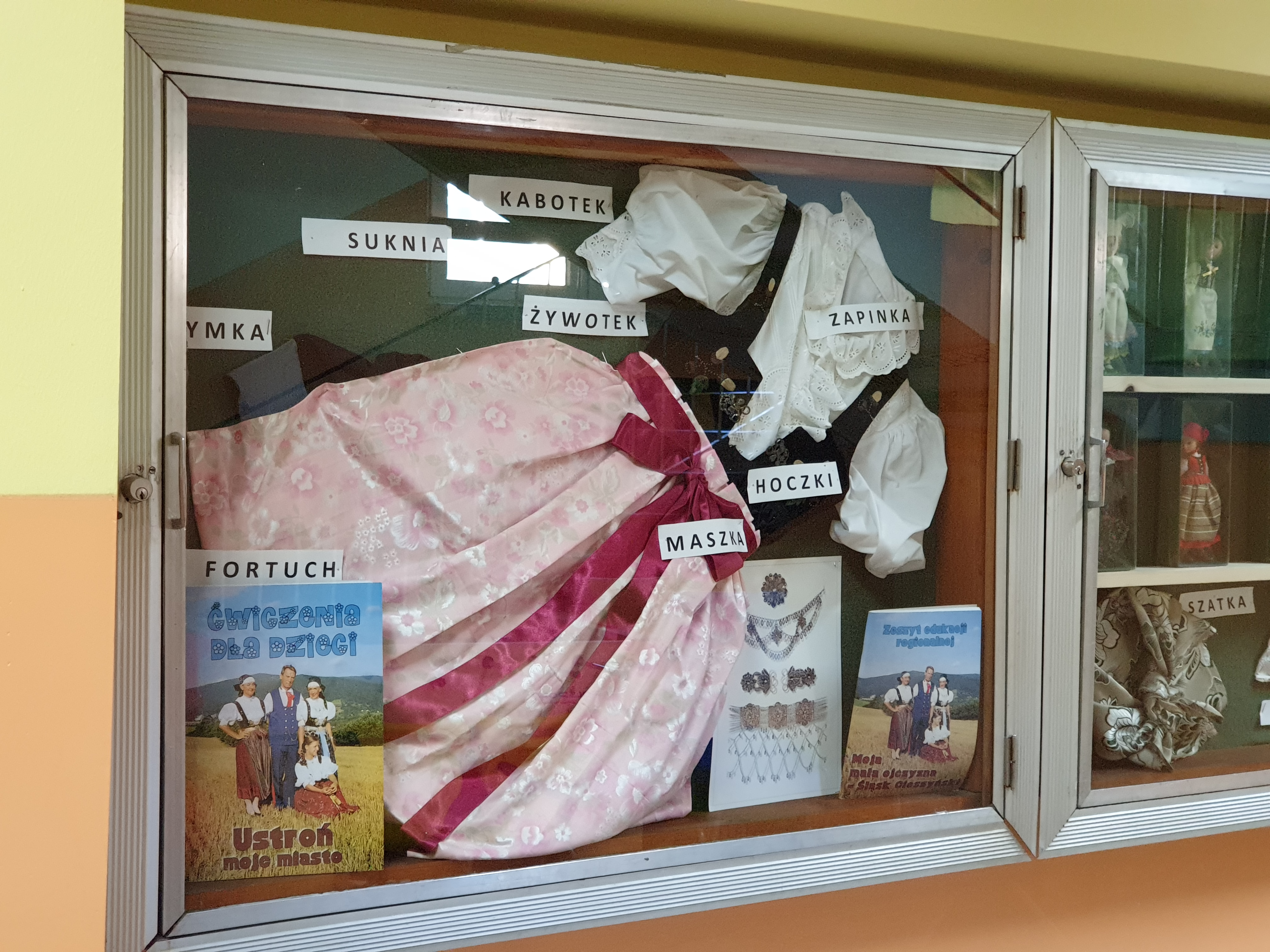
Kobiecy strój cieszyński z opisanymi elementami (Szkoła Podstawowa nr 2 im. Jerzego Michejdy w Ustroniu)

Strój Cieszyński, inaczej wałaski – jeden ze śląskich strojów ludowych noszony przez grupę etnograficzną Wałachów cieszyńskich, zamieszkujących znaczny obszar Śląska Cieszyńskiego. Zdobienia, kroje i materiały świadczą o tym, że jest repliką ubiorów historycznych, zaś tradycja stroju cieszyńskiego zakorzeniona jest w epoce renesansu.  W samym Cieszynie strój męski noszony był jedynie do schyłku XIX wieku, przy czym strój kobiecy rozpowszechnił się na okolice Wisły, Koniakowa, Istebnej, gdzie wcześniej przeważały stroje Górali śląskich. Kobiecy strój cieszyński podlegał wielu przemianom zarówno w zakresie zdobnictwa, jak i lepszej jakości materiałów wykorzystywanych do jego produkcji. Ze względu na swoje bogactwo i elegancję szybko stał się obiektem zainteresowania rzeszy artystów i folkloroznawców. Tradycyjny ubiór był ważnym wyznacznikiem tożsamości regionalnej, silnie rozwiniętej wśród mieszkańców Śląska Cieszyńskiego. Dotyczy to zarówno polskiej, jak i czeskiej części tego regionu. Wielki wpływ na taki stan rzeczy miała bez wątpienia Macierz Ziemi Cieszyńskiej – organizacja działająca na tych terenach od 1885 r.

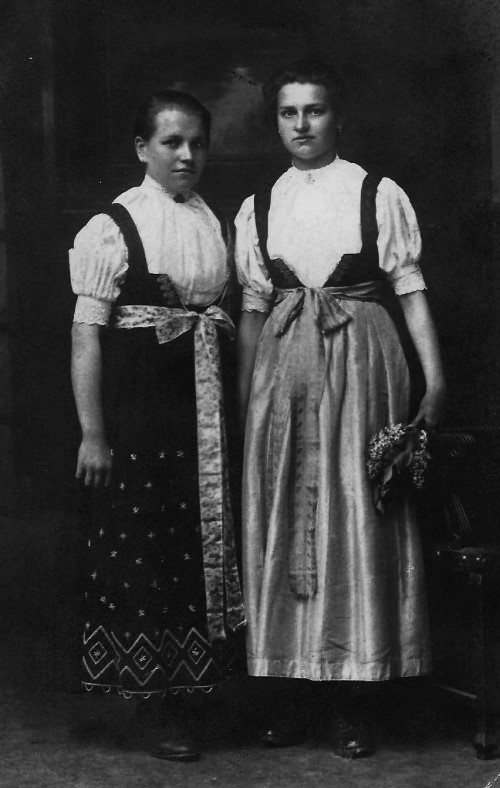
Kobiety w stroju cieszyńskim

## Cieszyński strój ludowy na początku XX wieku
Pod koniec XIX wieku oraz po I wojnie światowej można zaobserwować zmianę nie tylko elementów, zestawień, ale także surowców i wykonania strojów. Po tym okresie nigdy już nie wróciły one do swej tradycyjnej formy. Szczególnie podatnymi na zmiany, byli mężczyźni. To ta grupa najwcześniej zaprzestała noszenia tradycyjnych strojów. Jedną z przyczyn tego zjawiska, może być fakt, że to mężczyźni  częściej opuszczali rodzinne miejsce zamieszkania w celach zarobkowych. Zderzenie z innymi tradycjami, skutkowało zaś umasowieniem kultury. Sprawiło to, że zmieniły się gusta, a nowe surowce szybko zostały użyte do modyfikacji tradycyjnych strojów. Przykładem może być uproszczenie kroju kabotka, oraz zastępowanie ręcznych zdobień maszynowymi haftami i koronkami. Pas cieszyński zaczęto wykonywać na gumie, bądź gurcie, oraz ozdabiać koralikami, podczas gdy wcześniej tradycyjnie wykorzystywanym surowcem było srebro.

## Strój męski
Męski strój w swej ujednoliconej odmianie praktycznie wyszedł z użycia na przełomie XIX i XX wieku. Od początku XX wieku był bardzo podatny na zmiany i podobnie jak na innych ziemiach śląskich z wyjątkiem obszaru góralskiego i ziemi bytomskiej, jego stara odmiana zaczęła występować sporadycznie.
W męskim stroju cieszyńskim charakterystyczne jest użycie surowców, które zostały pozyskane dzięki pasterstwu:
- sukna na spodnie (białe nogawice oraz brązowe lub czarne gunie)
- skóry na pasy i krypce

Strój góralski uzupełnia bruclik – czerwona lub czarna, lniana kamizelka z szerokimi rękawami z haftowanym znoczkym koło rozcięcia pod szyją, kapelusz strzechocz i wełniane skarpety. Zimą ubierano się w kożuszki oraz buty z wysokimi cholewami.

## Strój kobiecy

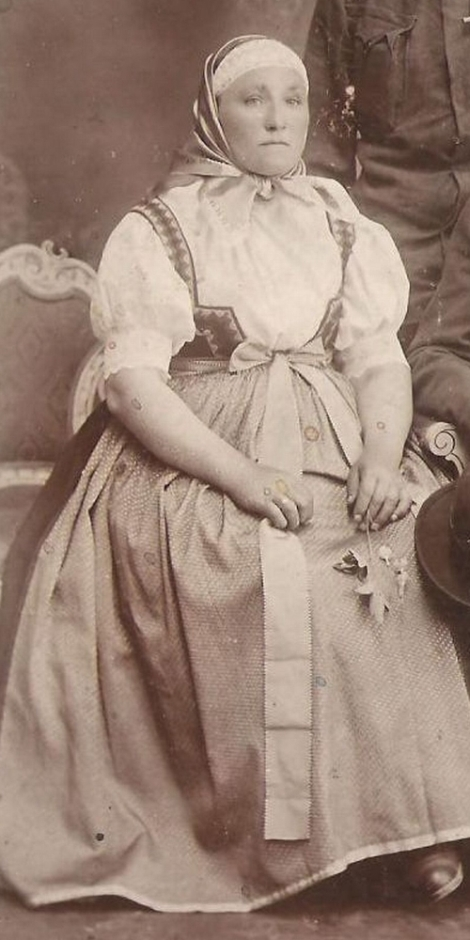
Kobieta w stroju cieszyńskim rok 1917

Kobiecy strój cieszyński charakteryzuje  przepych i elegancja,  ze względu na jej nieodzowny element, biżuterię. W XVIII i XIX wieku, kobiety w Cieszynie nosiły niezwykle bogate stroje na które składały się: koronkowy czepiec, przykryty nagłowną, kabotek, raszka w pasie zszyta żywotkiem, fortuch, białe pończochy i czarne trzewiki. Dopiero wiek później biżuterię noszoną dotychczas przez szlachtę i mieszczaństwo dostosowano do tradycyjnego stroju ludności małych miasteczek i wsi.

### Elementy kobiecego stroju cieszyńskiego
- Kabotek – krótka koszula o kroju przyramkowym, z bufiastymi rękawami sięgającymi łokci. Kabotki weselne miały długie rękawy z mankietami. Zakończenie przy szyi miało postać licznych marszczeń, które wieńczył wąski kołnierzyk stojący- lemiec. Pierwotnie kabotek ozdabiany był haftem półkrzyżykowym w kolorze czarnym, lub brązowym. Później stosowano płaskie ściegi wykonane czarną nicią. Stopniowo, w XX wieku, formy te wyparł biały, płaski, bądź dziurkowany, haft o bogatych motywach roślinnych[6].
- Żywotek – haftowany złotą lub srebrną nicią, usztywniony rodzaj gorsetu, utrzymywanego na szelkach. Przedniczki, czyli przednia część żywotka, mają szeroko zakrojone, niezachodzące na siebie prostokątne wycięcie, natomiast tylna część, tzw. oplecek, tworzy charakterystyczny, trójkątny ząb-szczytek. Tkaniną używaną do wyrobu żywotków był aksamit w ciemnym, najczęściej czarnym, lub brunatnym  kolorze. Względnie popularne było haftowanie nicią złotą na tle czerwonym, oraz srebrną na tle czarnym, ale nie stało się to zasadą[7]. Krój żywotka poddany był z biegiem czasu kilku modyfikacjom. Ze względu na małą dostępność, w okresie I wojny światowej zaprzestano używać bortu. Zwiększyła się natomiast powierzchnia zdobiona. Zmianom uległy również motywy dekoracyjne. Najpopularniejsze hafty przyjmowały formę tzw. trzech bukietów, dwóch kwiatów, oraz wianuszków[6]. Wykorzystywano głównie nici metalowe, choć mniej zamożne kobiety używały tańszych nici jedwabnych. Z czasem, coraz popularniejsze stało się stosowanie jedwabnych kordonków[8]. Żywotki ozdabiano również cekinami, perłami i koralikami, tak że tworzyły wielobarwną mozaikę. Całość usztywniana była tekturą i podszywana lnianą podszewką.
- Suknia – składająca się z wełnianej spódnicy, najczęściej w ciemnym kolorze, z doszytym gorsetem zdobionym modrą wstążką, i z żywotka. Spódnice szyto z 6-8 płatów tkaniny i miały 5-6 metrów szerokości[6].
- Zapaska – długi fartuch przewiązany w pasie.
- Fortuch – częściej płócienny niż adamaszkowy, składający się z dwóch zapasek, przedniej i tylnej, które zastępowały spódnicę[9].
- Halka

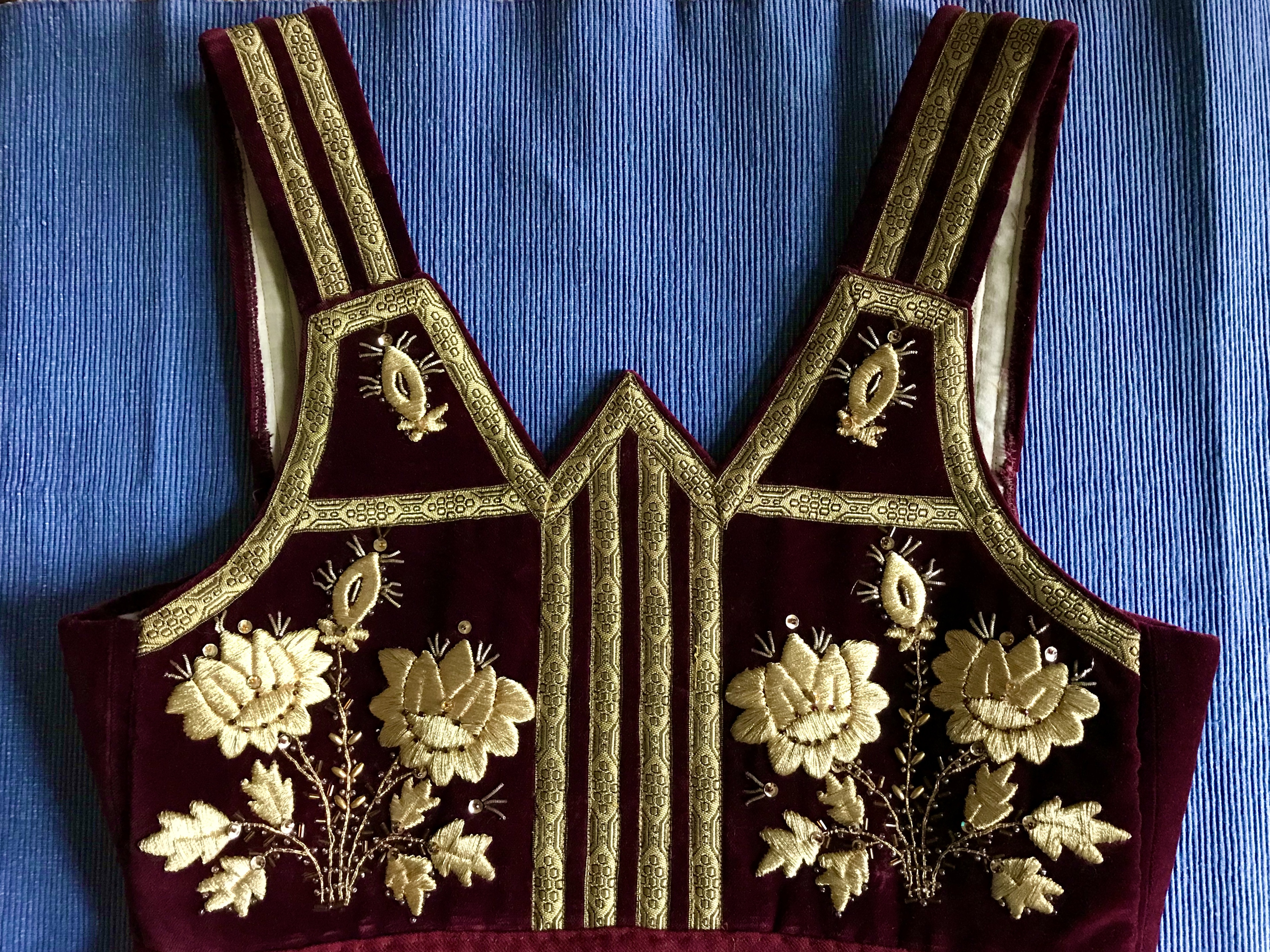
Żywotek damski, z kolekcji Janiny Marcinkowej

- Żywotek damski, z kolekcji Janiny MarcinkowejCzepek lub czepiec, składający się z siatkowej główki i prostokątnego, niezwykle dekoracyjnego czółka. Początkowo czółko miało jak najściślej przylegać do głowy, w późniejszym okresie stało się szersze. Czółka  były haftowane w drobne motywy, gwiazdki lub kropki. Czepiec był wiązany z tyłu i przykryty czepinową, przeważnie płócienną chustą. Obecnie częściej spotykane są chusty wykonane z jedwabiu wiśniowozłote lub ciemnobrązowe, z motywem kwiatowym. Czepiec był robiony ręcznie i jego wygląd różnił się w zależności od wieku i majętności właścicielki[10].
- Przepaska – wzorzysta wstążka zawiązana w pasie w kokardę na przedzie sukni. Jej szarfy sięgały często końca sukni.
- Zimą kobiety okrywały ramiona wełnianą hacką, która była noszona również w cieplejsze dni. Bardziej eleganckim elementem stroju był szpencer – dopasowany do figury sięgający pasa kaftan. Szyty z ciemnego sukna i zapinany na srebrna sprzączkę. Noszonym na co dzień odpowiednikiem szpencera, był prostszy kaftanik -jupka. Nogi okrywały nogawiczkami – dwumetrowymi, wełnianymi pończochami, marszczonymi na całej długości. Na stopy zakładano natomiast wełniane skarpety i lekkie, uszyte z jednego kawałka skóry buty – krypce.

### Strój kobiecy w przekroju wiekowym
- Dzieci – Niezależnie od zamożności rodziców, dziewczynki ubierano skromnie przeważnie w długie lniane koszule w pasie.
- Panny – Wersja stroju była jednakowa dla panien i mężatek. Różniły je ilość zdobień i fakt, że dziewczęta chodziły z odkryta głową niezależnie od pory roku. Charakterystycznym elementem jest gruby warkocz w który wlatywano białą tasiemkę, a całość wiązano kolorowa wstążką. W okresie świątecznym wiejskie dziewczyny przystrajały głowę wiankami z kwiatów.
- Mężatki – Niezwykle efektowny był cieszyński strój panny młodej, zwanej również młoduchą. Głowę początkowo okrywał złoty wieniec, później zaś wianek zdobiony białymi kwiatami. Suknia panny młodej była za każdym razem specjalnie szyta na tę okazję i była wzbogacona wszechobecnymi efektownymi, białymi dodatkami. W tali suknia była przepasana białym fortuchem. W trakcie oczepin, miejsce wianka zajmował czepiec z koronki klockowej, igłowej lub szydełkowej, wiązany z tylu głowy. Składał się on z dwóch części, jedna z nich przysłaniała czoło, druga zaś ściśle okalała głowę.
- Starsze kobiety – ich stroje utrzymane były w ciemnej kolorystyce, z dłuższymi sukniami.

### Biżuteria
Podobnie jak strój cieszyński, biżuteria jest repliką ozdób z czasów renesansu i reformacji. Ponieważ przez Cieszyn biegło wiele szlaków handlowych i  komunikacyjnych, oraz cechowały go urodzajne ziemie, był on stosunkowo bogatym miastem. Wiele pomysłów dotyczących mody przychodziło tu za pośrednictwem ostatnich Piastów cieszyńskich, którzy na przełomie XVI i XVII wieku odbyli liczne podróże zagraniczne. Biżuterię wykonywano w miejscowych ośrodkach złotniczych, z których największym był Cieszyn. Do wyrobu ozdób wykorzystywano srebro, złoto, oraz  niektóre stopy metali. Można rozróżnić dwie techniki, za pomocą których wykonywano biżuterię: filigranowa (przedmioty wykonane są z cienkich, podwójnych, lub pojedynczych, skręconych drucików) oraz odlewania (rozgrzany metal wlewamy do formy, gdzie następnie ostudzony przedmiot nabiera kształtu). Ozdobę stroju męskiego stanowiły  metalowe guziki (knefle). Natomiast zestaw biżuterii zamożnej kobiety obejmował: spinki, orpant (tzw. napierśnik), hoczki i pas.

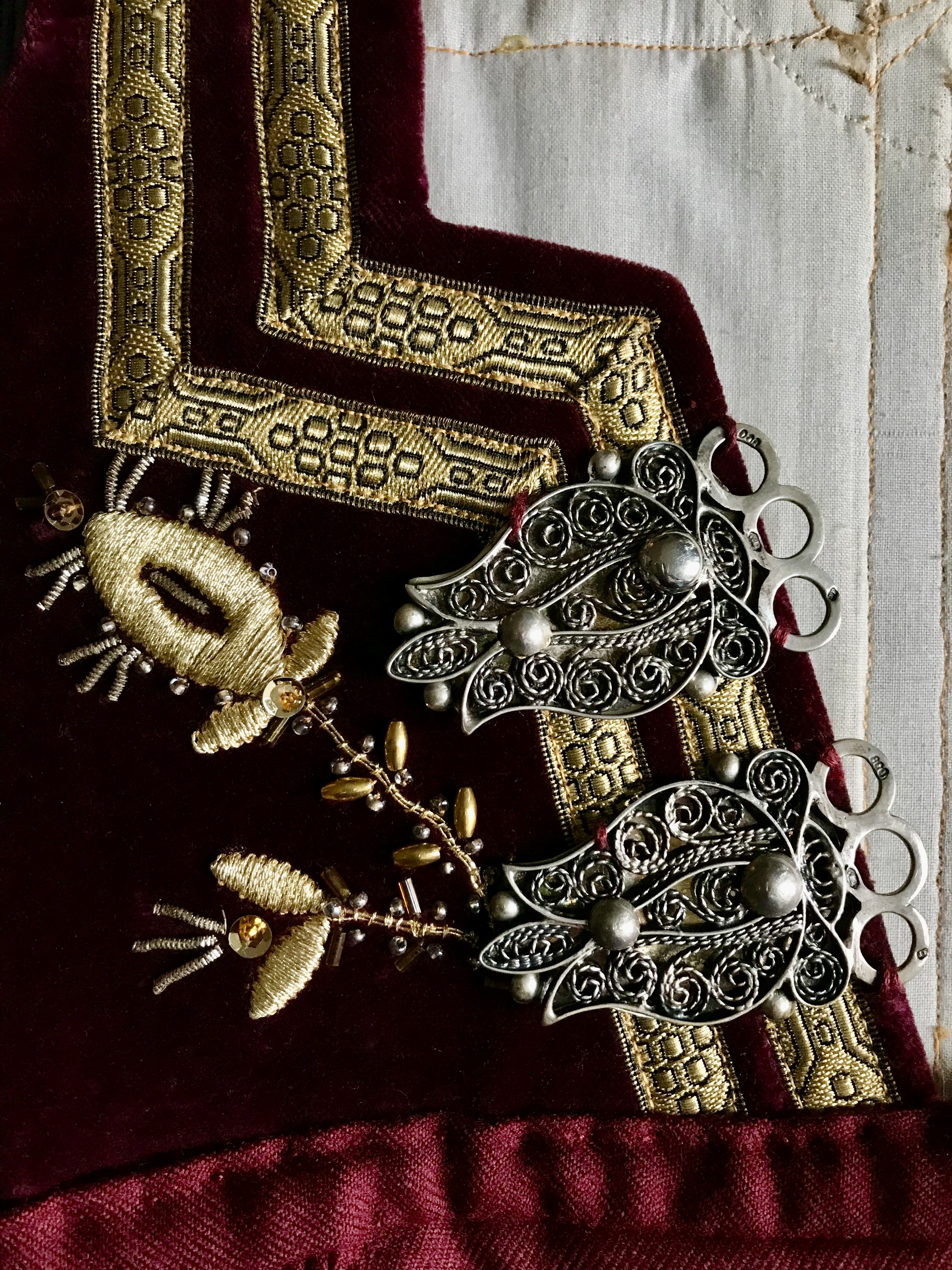
Hoczki widoczne na żywotku

- Spinka – służyła do zapinana  pod szyją kabotka. Używano spinek o kształcie kolistym i sercowatym.
- Orpant – opadająca na piersi, ozdoba mocowana  do szelek żywotka. Składał się z czterech łańcuszków tworzących półokrąg, do których przymocowane były trzy rozety.
- Hoczki – początkowo przez ich kółeczka przewlekano wstążkę, bądź łańcuszek sznurujący żywotek, lecz stopniowo ich użycie zaczęło ograniczać się tylko do funkcji ozdobnej. Ilość hoczków świadczyła o zamożności właścicielki.
- Pas – najczęściej srebrny, był ozdobą najkosztowniejszą, a jego wykonanie wymagało największej precyzji.  Pierwsze pasy składały się z bogato ornamentowanych płytek połączonych łańcuszkiem.  Do wyrobu późniejszych wersji wykorzystywano technikę filigranową. Pas składał się z dwóch części: siatki z metalowych oczek okalającej biodra, oraz pasa utworzonego z połączonych ogniw łańcuszków uszeregowanych równolegle[14].